# 줄무늬고등어
줄무늬고등어(Rastrelliger kanagurta)는 고등어과의 물고기이다. 인도양과 서부 태평양 및 인근 해역에 분포한다.